# Bombardements de l'Ennedi
Les bombardements de l'Ennedi ont lieu du 3 au 6 février 2019 et sont menés par les forces aériennes françaises contre une colonne de rebelles tchadiens de l'Union des forces de la résistance (UFR), dans le plateau de l'Ennedi.

## Prélude
En janvier 2019, l'Armée nationale libyenne (ANL) dirigée par le maréchal Khalifa Haftar lance une offensive visant à prendre le contrôle du sud de la Libye, devenue une base arrière de groupes djihadistes, de groupes rebelles tchadiens et de groupes rebelles soudanais,,,. L'opération se fait alors en coordination avec le gouvernement tchadien et avec le soutien de la France,,.
Les rebelles tchadiens de l'Union des forces de la résistance (UFR), alors basés au sud de Mourzouq, préfèrent quitter le sud de la Libye plutôt que de combattre les troupes d'Haftar, et débutent un voyage d'une semaine pour regagner le territoire tchadien,. L'UFR n'a alors plus la puissance qu'elle avait lors de la guerre civile tchadienne de 2005-2010 et son objectif semble d'établir un nouveau sanctuaire dans le désert de l'Ennedi, plutôt que de lancer une offensive contre le gouvernement d'Idriss Déby,. Cependant la France, active dans la région sahélienne dans le cadre de l'opération Barkhane, dont l'état-major est basé à N'Djaména, ne tient pas à ce que le Tchad, allié efficace contre les djihadistes, soit déstabilisé,,,.

## Déroulement

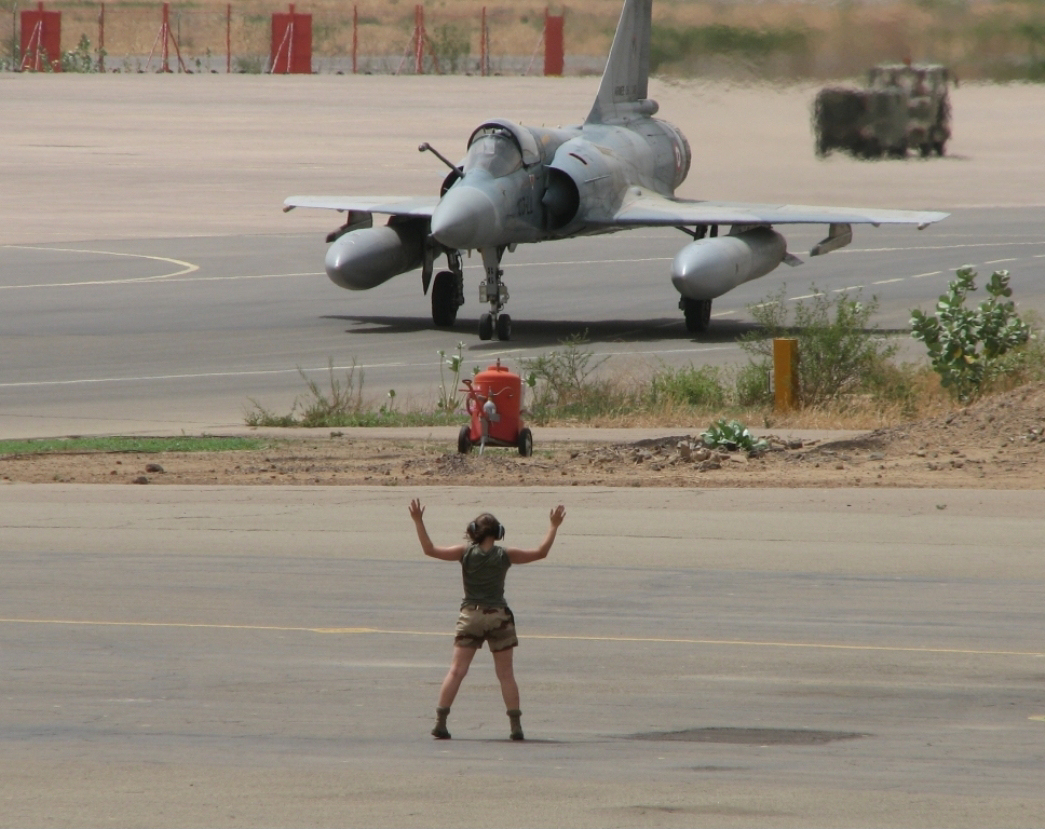
Un Mirage 2000C sur la base aérienne 172 Fort-Lamy en décembre 2009.

Dans la nuit du 31 janvier au 1er février 2019, une colonne d'environ cinquante véhicules de l'UFR franchit la frontière entre la Libye et le Tchad,. Les 1er et 2 février, les forces aériennes tchadiennes effectuent des frappes et des avertissements dissuasifs auxquels les rebelles ne répondent pas. La colonne tchadienne est alors prise pour cible par l'Armée de l'air française dans le désert de l'Ennedi. Le 3 février, après un survol d’avertissement, l'aviation française bombarde à partir de 18 h la colonne à deux reprises afin d'entraver sa progression et de la disperser,. D'autres frappes ont ensuite lieu le 5 et le 6 février. Les Français mobilisent au total sept chasseurs Mirage 2000 — cinq basés sur la base aérienne 172 Fort-Lamy de N'Djaména et deux à la base aérienne 101 Niamey — ravitaillés par deux C-135 et un drone d'observation MQ-9 Reaper et effectuent une vingtaine de frappes,.
Le ministère français des Affaires étrangères déclare alors dans un communiqué que « la France est intervenue à la demande des autorités tchadiennes pour contrer l’incursion d’éléments armés venant de Libye ».
Les forces de l'Armée nationale tchadienne basées dans les bases d'Ounianga Kébir et de Fada se déploient alors dans la région de Bao, là où les frappes aériennes françaises ont été menées.
Le 5 février, plusieurs rebelles se rendent aux forces gouvernementales à Amdjarass. Le chef de la colonne, le lieutenant Ousmane Tegeun, et ses éléments à bord d'une dizaine de pick-up se réfugient dans une grotte, près de Bao Bilia, avant de se rendre à leur tour. D'autres combattants se cachent dans les montagnes de Hadjer Marfaïn.
Après les frappes, le porte-parole de l'UFR, Youssouf Hamid, réagit : « Une bataille est perdue, mais pas la guerre. On ne savait pas que la France interviendrait. Normalement, ils font du renseignement, ça on le sait. On ne s'attendait pas à des frappes. Il n'y a pas eu un seul combat entre (les combattants de l'UFR) et l'armée tchadienne. C'est la France qui a combattu, pas les Tchadiens ».

## Pertes
Le 6 février, l'armée française affirme dans un communiqué avoir mis hors de combat une vingtaine de pick-up. Le 9 février, le gouvernement tchadien affirme que 250 rebelles ont été faits prisonniers, dont le lieutenant Ousmane Tegeun, qui commandait la colonne, et qu'une quarantaine de véhicules ont été détruits,. RFI indique pour sa part que selon plusieurs sources, une centaine de combattants se sont rendus. Une source de l'AFP au sein de l'UFR affirme également que dix combattants de l'UFR ont été tués par les frappes.
Les prisonniers sont rassemblés à Amdjarass, puis conduits au bagne de Koro Toro. Les autorités tchadiennes annoncent qu'ils ne seront pas jugés par un tribunal militaire, mais par un tribunal civil et qu'ils seront poursuivis pour « terrorisme ».

## Réactions
Le ministre française des Affaires étrangères Jean-Yves Le Drian justifie l'intervention française, le 12 février devant le Parlement : « Il y a eu une attaque d’un groupe rebelle venu du Sud libyen, qui est déstabilisé, pour prendre le pouvoir par les armes à Ndjamena et le président Déby nous a demandé par écrit une intervention pour éviter ce coup d’Etat venu du Sud libyen et pour protéger son propre pays. Ceci est tout à fait conforme au droit international et le Premier ministre en a informé le président du Sénat et de l’Assemblée nationale ».
L'intervention française est cependant critiquée par l'opposition démocratique tchadienne, les mouvements armés opposés au régime d'Idriss Déby, qui dénoncent une ingérence de la France dans les affaires internes du Tchad, ainsi que par certaines voix françaises qui critiquent le soutien apporté à une dictature. Mahamat Ahmat Alhabo, secrétaire général du Parti pour les Libertés et le Développement (PLD) — le parti d'Ibni Oumar Mahamat Saleh, l'un des principaux opposants au président Idriss Déby, disparu en février 2008 — déclare à ce propos que « l'intervention française viole le droit international parce qu'il s'agit d'un problème interne qui oppose une rébellion tchadienne à un gouvernement tchadien ». Ngarledjy Yorongar coordinateur de la Fédération Action pour la République (FAR) affirme qu'il n'est pas « normal que la France soutienne Déby ». Pour Martin David, de l'association Survie : « C'est cette dictature que l'armée française soutient »,.

## Procès
Le verdict est rendu le 27 août pour les 267 rebelles arrêtés après les frappes : 12 sont condamnés à 20 ans de prison, 231 à des peines allant de 10 à 15 ans de prison et 24 mineurs sont relaxés, tandis que leur chef, Timan Erdimi, est condamné à la perpétuité par contumace,.
Le verdict est critiqué par Youssouf Hamid, représentant de l'UFR, qui ne reconnaît également pas le nombre de « 267 prisonniers » et qui déclare : « L’UFR a une centaine de prisonniers qui ont été faits à notre avis par les Français parce que ce sont les Français qui nous ont bombardés et assiégés. Et ils ont fait appel aux troupes de M. Idriss Déby pour venir nous chercher ».